# Most 1915 Çanakkale
Most 1915 Çanakkale nebo Çanakkale 1915, turecky 1915 Çanakkale Köprüsü, také zvaný Dardanelský most (Çanakkale Boğaz Köprüsü) je visutý dálniční most v západním Turecku v provincii Çanakkale, jižně od města Gelibolu. Byl otevřen roku 2022 a překonává mořský průliv Dardanely. Má nejdelší rozpětí oblouku na světě (2 023 metrů), celkově měří 4,6 km.
Jeho oficiální jméno mu bylo dáno na počest turecké vítězné bitvy o Gallipoli, která se toho roku v těchto místech odehrála. Je prvním a zatím jediným mostem přes dardanelskou úžinu a celkově čtvrtým tureckým mostem mezi jeho evropskou a asijskou částí.
Vede po něm šestiproudá dálnice O-6 a je alternativní trasou pro evropské silnice E87 a E90 (které jsou zatím formálně vedeny dosavadním způsobem po trajektech).